# Rind
Pour l’article homonyme, voir Rind (Vayots Dzor).
Rind, Rindr (vieux norrois) ou Rinda (latin) est une déesse dans la mythologie nordique, alternativement décrite comme une géante ou une princesse mortelle de l'Est.
Violée par Odin elle met au monde le dieu Vali, engendré pour venger Baldr.

## Mentions dans la mythologie nordique
L'Edda en prose de Snorri Sturluson fait référence à Rindr comme étant la mère de Váli et l'une des ásynjur (déesses),.
On trouve le récit le plus détaillé dans le livre III de la Gesta Danorum, écrit par Saxo Grammaticus vers le début du XIIIe siècle : Rinda y est la fille du roi des Ruthènes. Après la mort de Baldr, Odin consulte les augures sur les moyens de trouver vengeance. Sur leurs conseils, il se rend chez les Ruthènes déguisé en guerrier, sous le nom de Roster. Par deux fois Rinda repousse ses avances. Odin touche alors Rinda avec un morceau d'écorce sur lequel il a inscrit des runes magiques, provoquant chez sa victime une crise de folie. Le dieu prend alors les traits d'une guérisseuse, Wecha, et prétend disposer des remèdes adaptés : cependant ceux-ci pourraient provoquer une violente réaction. Le roi fait donc attacher sa fille sur son lit, permettant ainsi à Odin de la violer. De ce viol nait Váli, qui vengera Baldr,,.
Le viol de Rindr par Odin est évoqué par un vers de la strophe 3 de la Sigurðardrápa, un poème de Kormákr Ögmundarson qui fait l'éloge de Sigurd Håkonsson, qui régna autour de Trondheim au milieu du Xe siècle : « seið Yggr til Rindar », )« (Yggr [Odin ?] enchanta Rindar », ou le verbe síða souligne l'action magique.
Un autre passage qui peut faire référence au même événement est dans le verset 6 du texte Grógaldr, de l'Edda poétique: « þann gól Rindi Rani », « ce [charme] que Rani a chanté à Rindr ».
Le nom de Rindr apparaît dans l'œuvre de plusieurs scaldes et dans Les Rêves de Baldr, où l'allitération suggère qu'il pourrait avoir été à l'origine  Vrindr ; cette étymologie douteuse pourrait la lier au toponyme suédois Vrinnevi ou Vrinnevid, près de Norrköping,.